# Kristian Kullamäe
Kristian Kullamäe (* 25. Mai 1999) ist ein estnischer Basketballspieler.

## Laufbahn
Kullamäe ist der Sohn des ehemaligen estnischen Nationalspielers Gert Kullamäe, der während seiner Profikarriere unter anderem für GHP Bamberg in der Bundesliga spielte.
Er besuchte das Audentese-Sportgymnasium in seinem Heimatland Estland und spielte bereits im Jugendalter für G4S Noorteliiga in der ersten Liga. Mit 17 Jahren wechselte er nach Deutschland und schloss sich den Oettinger Rockets an, für die er ab der Saison 2016/17 in der 2. Bundesliga ProA spielte. Er kam im Saisonverlauf zu 22 ProA-Einsätzen und erzielte im Schnitt 3,7 Punkte. Seine Saisonbestleistung waren 15 Punkte im Finalrückspiel gegen den Mitteldeutschen BC. Er verpasste mit Gotha zwar den Meistertitel, hatte als Vizemeister aber ebenso den Aufstieg in die Basketball-Bundesliga sicher. Dies war sein zweiter Aufstieg in dieser Saison, denn zuvor hatte Kullamäe mit Gothas zweiter Herrenmannschaft den Meistertitel in der zweiten Regionalliga gefeiert. Auf dem Weg dorthin erzielte er als bester Werfer der Mannschaft 20,7 Punkte pro Spiel (15 Einsätze). In der Saison 2017/18 wurde er in zwölf Bundesliga-Spielen eingesetzt und erzielte durchschnittlich 3,3 Punkte je Begegnung. Hinzu kamen 23 Spiele mit der zweiten Mannschaft, die in der 1. Regionalliga Südost den Meistertitel gewann. Kullamäe erzielte dort 21 Punkte pro Partie.
Im Sommer 2018 wechselte er zum 1. FC Baunach (2. Bundesliga Pro A). Kullamäe war im Spieljahr 2018/19 mit 13,4 Punkten je Begegnung zweitbester Korbschütze Baunachs, stieg mit der Mannschaft aber aus der 2. Bundesliga Pro A ab.
In der Sommerpause 2019 wechselte er zum spanischen Zweitligisten Real Canoe N.C., den er 2020 verließ. Er erhielt einen Vertrag vom Erstligisten San Pablo Burgos, der ihn jedoch an den Zweitligisten Palmer Alma Mediterrànea Palma auslieh. In der Saison 2021/22 bestritt er für Burgos 15 Spiele in der höchsten spanischen Spielklasse, Liga ACB, und erzielte im Mittel 3,3 Punkte je Einsatz.
Anfang August 2022 wurde er von Lietkabelis Panevėžys aus Litauen verpflichtet. Im Sommer 2023 unterzeichnete er wieder einen Vertrag in Spanien, Kullamäe ging zum Erstligisten CB Bilbao Berri. Für die Mannschaft bestritt er in zwei Spieljahren insgesamt 58 Einsätze in der Liga ACB. In der Saison 2023/24 kam er auf einen Mittelwert von 10,1 Punkten, im Spieljahr 2024/25 waren es durchschnittlich 5,6 Punkte. 2025 ging er zu Lietkabelis Panevėžys zurück.

### Nationalmannschaft
Bei der Europameisterschaft 2022 kam Kullamäe in fünf Turnierspielen im Schnitt auf 7 Punkte je Begegnung.